# Olena Zelenska
Olena Volodymyrivna Zelenska (née Kiyashko; nascida em 6 de fevereiro de 1978, na cidade de Kryvyi Rih, na Ucrânia) é uma arquiteta e roteirista ucraniana que é a atual primeira-dama da Ucrânia como esposa do presidente Volodymyr Zelensky.

## Vida pessoal
Olena Kiyashko nasceu em 6 de fevereiro de 1978, na cidade de Kryvyi Rih, na Ucrânia. Ela estudou no Kryvyi Rih Gymnasium № 95, onde conheceu seu futuro marido, Volodymyr Zelenskyy. Em 2000, formou-se na Kryvyi Rih Technical University, com especialização em “Gestão Urbana e da Construção”, recebendo o diploma de especialista. Ela também se formou em uma escola de música com aulas de piano.
Em 2003, ela e Zelenskyy se casaram. Olena e Volodymyr Zelenskyy são pais de dois filhos: Oleksandra/Aleksandra (nascida em 15 de julho de 2004) e Kyrylo/Kirill (nascido em 21 de janeiro de 2013). A família tem vários animais de estimação; dois cães, um gato, um papagaio e um porquinho da Índia. Olena gosta de esportes, gosta de ler e é fã de cinematografia. A família mora na cidade de Kiev, capital e maior cidade da Ucrânia.

### Atividade profissional
Olena Zelenska é membro da equipe do estúdio Kvartal 95 desde sua fundação. O estúdio se dedica à produção de projetos de shows, programas de entretenimento, filmes, séries e é o mais famoso e avaliado da Ucrânia. Olena é membro do grupo de autores e participa da redação de textos para todos os projetos do estúdio Kvartal 95, trabalhou no conceito do programa Make the Comedian Laugh e foi um dos roteiristas de Like the Cossacks… comédia. Ela também é uma das produtoras do projeto Women's Kvartal.

## Primeira-dama da Ucrânia

### Iniciativas sociais antes da invasão em grande escala
As atividades sociais da primeira-dama da Ucrânia antes da guerra tinham três direções principais: a saúde das gerações futuras, a igualdade de oportunidades e a diplomacia cultural.[carece de fontes?]
Olena Zelenska iniciou projetos como a melhoria do sistema de alimentação escolar e o desenvolvimento da Estratégia Nacional para um ambiente escolar seguro, a luta contra a violência doméstica e de gênero, o ambiente sem barreiras (ou design universal), e a introdução de guias de áudio em ucraniano em museus de todo o mundo.

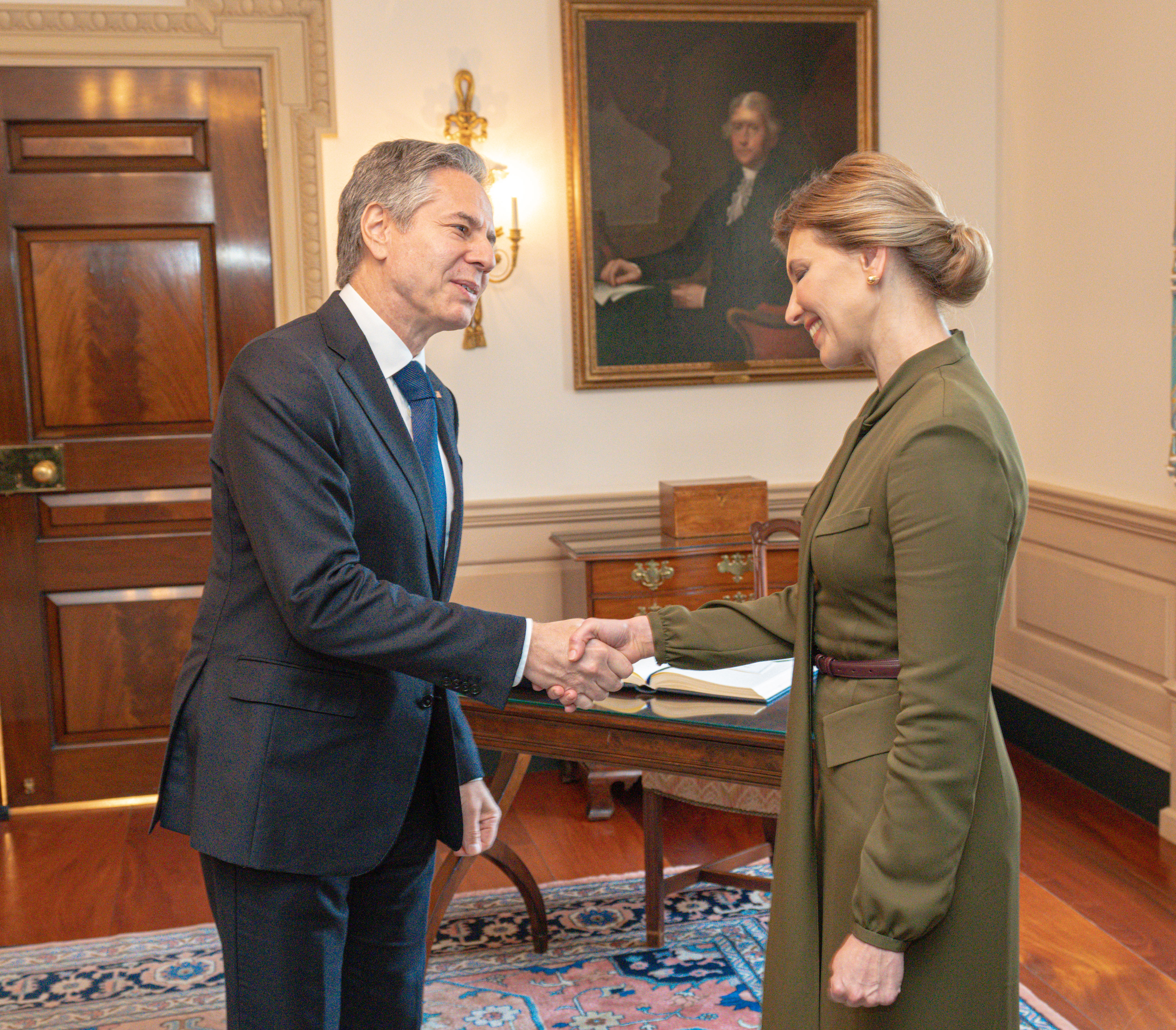
Blinken e Olena Zelenska

Em 3 de dezembro de 2020, o Presidente assinou o Decreto “Sobre garantir a criação de um espaço sem barreiras na Ucrânia”. Por iniciativa da Primeira-Dama, foi adotada a Estratégia Nacional Sem Barreiras — normas de igualdade de oportunidades para todos os grupos populacionais — e desenvolvido o Plano de Ação para Superação de Barreiras — um roteiro para cada departamento.
Em 13 de janeiro de 2020, ela se tornou membro do Conselho de Desenvolvimento do Complexo do Museu Nacional de Arte e Cultura do Arsenal Mystetskyi.
Em 11 de setembro de 2020, por iniciativa de Olena Zelenska, como esposa do presidente, a Ucrânia aderiu à Parceria de Biarritz, assumindo compromissos nas áreas de igualdade de gênero e desenvolvimento de espaços públicos sem barreiras.
Em 2021, ocorreu uma reforma em larga escala da merenda escolar. Um novo menu completo de 4 semanas foi apresentado, a modernização das instalações de armazenamento de alimentos começou e a campanha de comunicação comportamental do UNICEF na Ucrânia sobre nutrição saudável para crianças e pais foi lançada.
Por iniciativa da primeira-dama da Ucrânia, já foram lançados mais de 50 guias de áudio em língua ucraniana nas melhores instituições culturais de mais de 30 países. O projeto começou em 2020.
Em 23 de agosto de 2021, a Primeira Cúpula de Primeiras-damas e Senhores de Kiev ocorreu na cidade de Kiev, capital da Ucrânia, por iniciativa de Olena Zelenska. Onze primeiras-damas de diferentes países participaram do evento. O principal tema de discussão foi a realidade pós-COVID. Ao final do evento, os participantes aprovaram uma declaração conjunta.
O objetivo das cúpulas é unir as primeiras damas e cavalheiros com o objetivo de criar uma plataforma internacional para compartilhar experiências e implementar projetos conjuntos para o bem-estar das pessoas no mundo; discutir os problemas atuais e as atividades das primeiras-damas e dos primeiros-senhores para resolvê-los; para tornar a voz de cada primeira-dama e cavalheiro mais influente.[carece de fontes?]

### Atividades desde a invasão russa

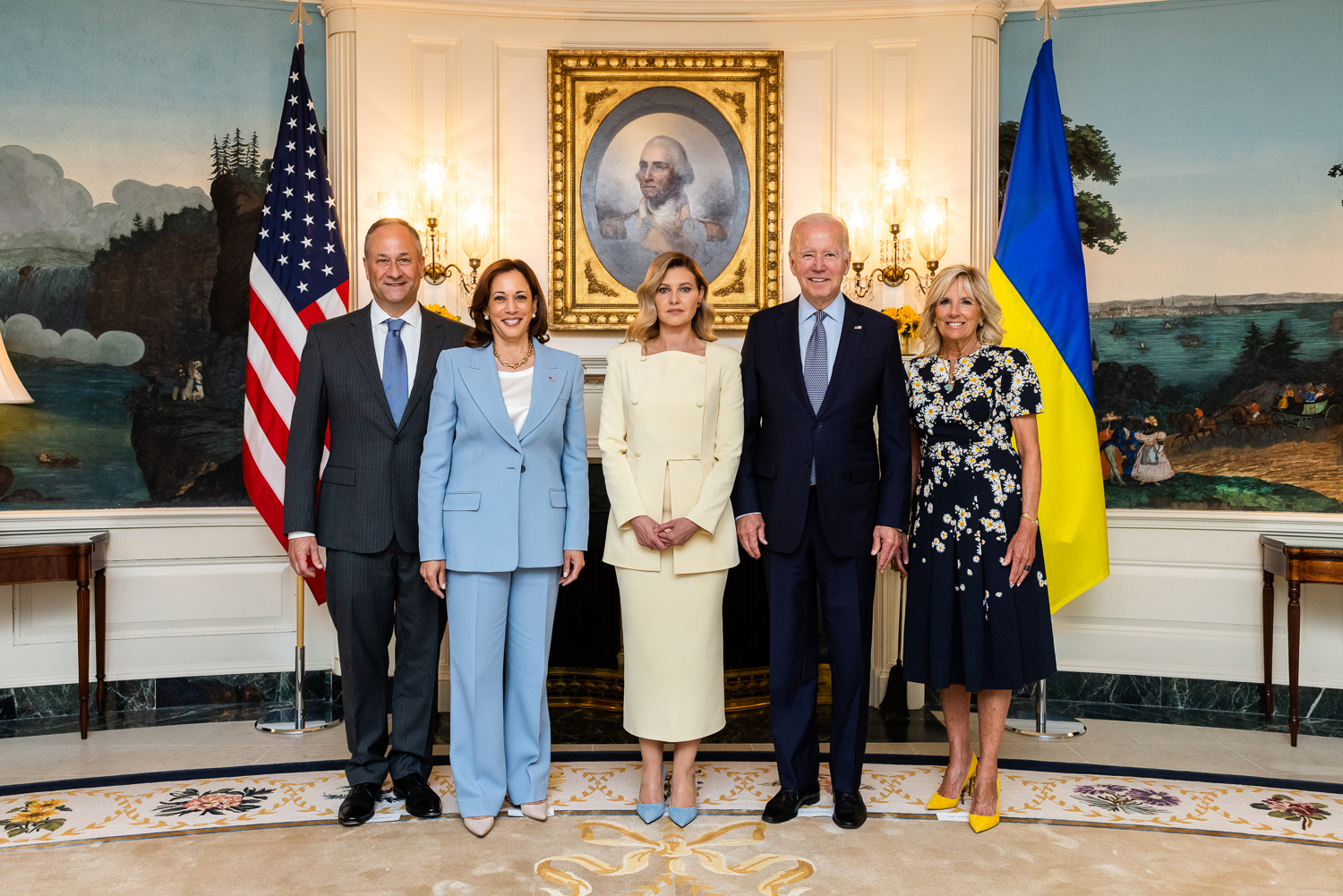
Olena Zelenska, o presidente dos EUA Joe Biden e a primeira-dama dos EUA Jill Biden, a vice-presidente dos EUA Kamala Harris e o segundo cavalheiro dos EUA Doug Emhoff

Após a invasão russa da Ucrânia em 2022, Olena foi descrita como o alvo número dois da Rússia. Em meados de março, ela estava na Ucrânia em um local não revelado. Ela divulgou um comunicado destacando os nomes das crianças mortas durante a invasão. Durante a guerra, seus esforços se concentraram na ajuda humanitária, especialmente na evacuação de crianças com deficiência pela Polônia e na importação de incubadoras para hospitais em zonas de guerra. Olena fez sua primeira aparição pública desde o início da invasão em uma reunião em 8 de maio de 2022 com Jill Biden, na cidade de Ujhorod, na Ucrânia. A viagem de Biden à Ucrânia, que coincidiu com o Dia das Mães celebrado nos Estados Unidos e na Ucrânia, não foi divulgada publicamente com antecedência.
Por iniciativa da primeira-dama, estão em desenvolvimento projetos na área da medicina: evacuação de crianças com doenças oncológicas graves para o estrangeiro para tratamento, procura de equipamentos para hospitais infantis, em especial incubadoras para recém-nascidos.
Na esfera humanitária, Olena Zelenska cuida do envio de órfãos para uma estadia de longo prazo no exterior. A Primeira Dama também supervisiona a ajuda humanitária a orfanatos de tipo familiar, famílias numerosas e idosos que permaneceram e vivem nos territórios libertados para reforçar a ligação com a Pátria para pessoas deslocadas à força. Além disso, a Primeira Dama iniciou o projeto “Livros sem fronteiras ”: 260.000 livros em ucraniano foram impressos para crianças que deixaram suas casas devido à agressão russa e encontraram abrigo em 20 países.

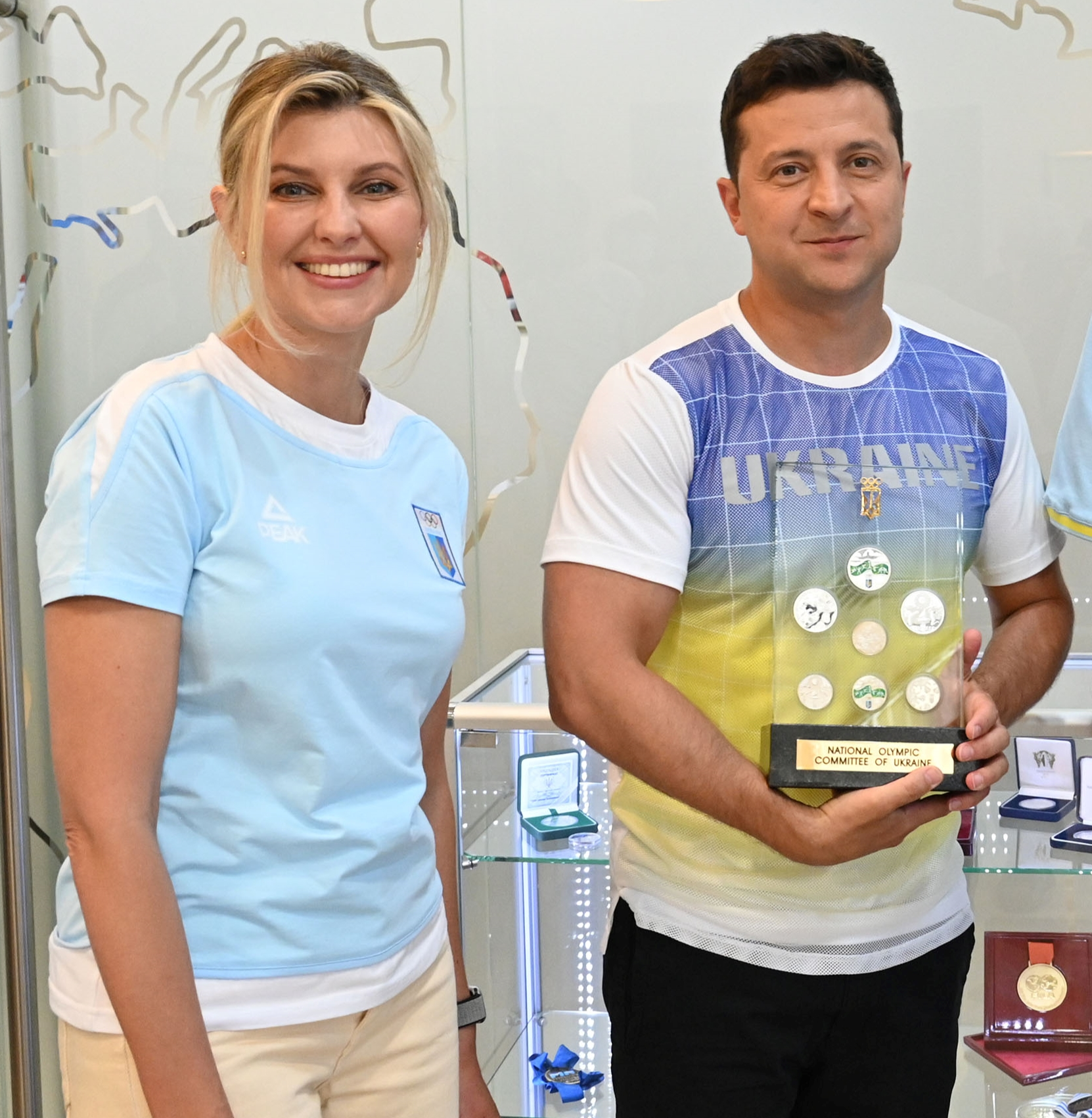
Olena Zelenska e Volodymyr Zelensky

O projeto “estante ucraniana” está sendo realizado sob o patrocínio da primeira-dama. Ele fornece a distribuição de literatura ucraniana e suas traduções nas principais bibliotecas do mundo. Mais de 20 países já aderiram à iniciativa.
No “Manual Sem Barreiras” lançado pela primeira-dama, foi criada uma nova seção com dicas e instruções em tempo de guerra para famílias com deficiência, idosos e seus entes queridos, pessoas com deficiência.
Em maio de 2022, Olena Zelenska iniciou a criação do Programa Nacional de Saúde Mental e Apoio Psicossocial. O programa foi concebido para ajudar os ucranianos a superar as consequências dos eventos traumáticos da guerra.
Em 19 de julho de 2022, Olena iniciou sua visita aos Estados Unidos. No primeiro dia da visita, Olena se reuniu com o secretário de Estado norte-americano, Antony Blinken, e Samantha Power, administradora da Agência dos Estados Unidos para o Desenvolvimento Internacional. No segundo dia da visita, ela manteve um encontro com a primeira-dama dos Estados Unidos, Jill Biden, na Casa Branca. Olena também foi recebido na varanda da Casa Branca pelo presidente dos Estados Unidos, Joe Biden, e pela vice-presidente, Kamala Harris.
Olena Zelenska também se dirigiu ao Congresso dos Estados Unidos no segundo dia de sua visita, tornando-se a primeira primeira-dama de outro país a falar perante o Congresso dos Estados Unidos. Ela pediu mais ajuda militar às Forças Armadas ucranianas para proteger o país da invasão russa.
Olena dedicou o início de seu discurso às famílias e crianças impactadas pela invasão russa na Ucrânia. Uma das imagens incluídas era de Liza Dmytriyeva, de quatro anos, morta em um ataque aéreo na cidade de Vinnytsia, no centro-oeste. Olena também mostrou fotos e vídeos das vítimas do ataque ao shopping Kremenchuk e outras inúmeras vítimas da invasão russa.

Apelo a todos por aqueles que foram mortos, por aqueles que perderam seus braços e pernas, por aqueles que ainda estão vivos e bem, e por aqueles que esperam que suas famílias voltem do front . Estou pedindo algo agora que nunca gostaria de pedir. Estou pedindo armas. Armas que não seriam usadas para travar uma guerra na terra de outra pessoa, mas para proteger a casa de alguém e o direito de acordar vivo nessa casa.— Olena Zelenska
Durante a viagem, Olena Zelenska também recebeu o Prêmio Dissidente de Direitos Humanos no Memorial das Vítimas do Comunismo em Washington, DC em nome de todo o povo ucraniano.
Em 23 de julho, a Ucrânia sediará a segunda Cúpula de Primeiras Damas e Senhores dedicada à reconstrução pós-guerra de nosso país. O evento está planejado para ser realizado no formato de telebridge entre diferentes países do mundo. Dentro da Cúpula, foi anunciada a arrecadação de fundos para ambulâncias tipo C. No total, foram arrecadados US$ 6,4 milhões, permitindo a compra de 84 ambulâncias para o Ministério da Saúde da Ucrânia. Estas viaturas ambulância estão equipadas com tudo o que é necessário para transportar com rapidez e segurança os feridos graves para os hospitais.[carece de fontes?]
Em setembro de 2022, Olena Zelenska esteve presente como convidada no terceiro discurso sobre o Estado da União Europeia de Ursula von der Leyen, onde o presidente da Comissão da UE prestou homenagem à sua coragem durante a guerra na Ucrânia.
Em 19 de setembro de 2022, Olena compareceu ao funeral de estado da rainha Elizabeth II, em Londres, na Inglaterra, para prestar suas homenagens à falecida monarca "em nome de todos os ucranianos".
Em 2 de outubro de 2022, Olena visitou a Turquia, onde discutiu a evacuação de órfãos ucranianos para a Turquia com a primeira-dama turca, Emine Erdoğan, conheceu o patriarca ecumênico Bartolomeu I de Constantinopla e lançou a corveta ucraniana <i id="mwARQ">Hetman Ivan Mazepa''.
Olena Zelenska foi acusado pela mídia social e por vários meios de comunicação na França de ter gasto mais de € 40.000 durante uma maratona de compras em Paris, durante sua visita em dezembro, no entanto, essas alegações se provaram falsas e foram originalmente divulgadas pela mídia pró-Rússia.

### Fundação Olena Zelenska
Em 22 de setembro, Olena Zelenska apresentou sua Fundação durante uma noite beneficente na cidade de Nova York, nos Estados Unidos, durante a 77ª Assembleia Geral da ONU.
O principal objetivo da Fundação é restaurar o capital humano da Ucrânia para que cada ucraniano se sinta física e mentalmente saudável, protegido e capaz de exercer seu direito à educação, ao trabalho e a construir um futuro na Ucrânia.
A Fundação tem três direções principais: medicina, educação e ajuda humanitária. Nessas áreas, prestará atendimento direcionado, investirá na reconstrução de instituições de educação pré-escolar e escolar, policlínicas e ambulatórios e concederá bolsas para treinamento e desenvolvimento científico. A Fundação vê empresas estrangeiras e outras fundações internacionais como seus principais parceiros e doadores.[carece de fontes?]

## Prêmios
Olena Zelenska recebeu o ShEO Awards 2022 na categoria “Paz Mundial”. O prêmio foi fundado pela Wprost, uma das publicações mais influentes e antigas da Polônia.
Em 9 de novembro de 2022, Olena Zelenska foi incluída no ELLE 100 Women.
Em 6 de dezembro de 2022, a primeira-dama da Ucrânia, Olena Zelenska, recebeu o Prêmio Hillary Rodham Clinton, concedido anualmente pelo Georgetown Institute for Women, Peace and Security por sua liderança excepcional na promoção dos direitos das mulheres e na criação de um mundo mais pacífico e mundo seguro para todos.
Também em dezembro de 2022, ela foi homenageada pela BBC como uma das 100 mulheres mais inspirdoras do mundo.